# Blut gegen Blut
Blut gegen Blut ist das Debütalbum des Berliner Rappers Massiv. Das Album erschien am 14. Juli 2006 über Horrorkore Entertainment, dem Label von MC Basstard. Massiv, der vor der Veröffentlichung von Blut gegen Blut mit Taktlo$$, MC Basstard und King Orgasmus One auf Tournee war, kam 1999 erstmals nach Berlin. Später überredete der in Pirmasens aufgewachsene Massiv seine Familie, nach Berlin zu ziehen. Er wurde zum ersten Rapper, den MC Basstard unter Vertrag nahm, und blieb es zunächst auch. Aufgrund von Meinungsverschiedenheiten trennte sich der Rapper im August 2006 von Horrorkore. Neben seinem Debütalbum erschien einen Monat zuvor (16. Juni 2006) das Kollabo-Mixtape Horrorkore Mixtape Teil 1, welches Massiv mit MC Basstard aufgenommen hatte, über das gleichnamige Label.

## Blut gegen Blut

### Titelliste
1. Intro (Die Stimme, die den Schall bricht) – 1:11
2. Blut gegen Blut – 2:54
3. Ghettolied – 3:35
4. Araber in Handschellen – 2:31
5. Nur ein Leben (feat. Godsilla) – 4:07
6. Steh dein Mann – 2:48
7. Berlin Crime (feat. Frauenarzt & MC Bogy) – 4:36
8. Mein Leben, mein Stolz – 2:46
9. Wir sind in Überzahl (feat. King Orgasmus One & Bass Sultan Hengzt) – 4:42
10. Pass jetzt auf – 3:02
11. Unser Körper ist massiv (feat. Automatikk) – 3:56
12. Mein Lebenslauf (feat. Megaloh) – 2:49
13. Was scharfe Knarre (feat. MC Basstard) – 2:52
14. Showtime – 2:40
15. Scheiss auf dein Club (feat. Sido) – 3:45
16. Bizznez – 5:16
17. Immer noch die Gleichen (feat. B-Tight) – 3:08
18. M.A.S.S.I.V (feat. MC Basstard) – 3:10
19. Kriegszeit – 4:32
20. Übermacht (feat. Godsilla) – 2:54
21. Horrorkore (feat. MC Basstard) – 2:42
22. Bis in die Ewigkeit – 5:11
23. Mein Crack (feat. VS Mafia) – 4:38

#### Ghettolied
Ghettolied ist der bekannteste Track von Massiv. Das Lied führte zur Entwicklung eines beachtlichen Straßen-Hypes, der sich unter anderem darin ausdrückte, dass sich der Song als Klingelton in ganz Berlin verbreitete. Nachdem Ghettolied gerade zwei Wochen in Berlin kursierte, wurde das Videosnippet zu M-A-S-S-I-V / Ghettolied / Blut gegen Blut gedreht. Obwohl im Voraus keine Werbung für den Dreh gemacht wurde, erschienen, statt der vorgesehenen 50 Komparsen, 400 Personen, die den Rapper unterstützten und am Videodreh beteiligt sein wollten. Nach Abschluss des Drehs suchten die zahlreichen Fans noch drei Stunden Kontakt zu Massiv. Am 21. Mai 2006 wurde dann das professioneller produzierte Video zu Ghettolied (Beathoavenz Remix), welches später auch auf Vivaplus in der Sendung Get The Clip Night zu sehen war, gedreht. Nachdem überall in Berlin Sticker verteilt und für den Dreh geworben wurde, erschienen 1200 Menschen, die dem Videodreh beiwohnen wollten. Der Dreh fand zu einem großen Teil auf dem Leopoldplatz in Berlin statt und wurde mit 50 Sicherheitskräften abgesichert.

### Illustration
Das Cover zeigt Massiv mit nacktem Oberkörper und Kopf. Der Oberkörper ist muskulös, massig und mit Tätowierungen bedeckt, was deutlich macht, warum man ihn auch den „deutschen 50 Cent“ nennt. In geschnörkelter Schrift ist auf Brusthöhe der Albumname Blut gegen Blut zu lesen. In der unteren rechten Ecke ist der Verbraucherhinweis angebracht.

## Blut gegen Blut Re-Release
Am 13. Juli 2007 erschien Blut gegen Blut in einer Neuauflage. Die neue Version wurde unter dem Titel Blut gegen Blut – Re-Release veröffentlicht. Das Album enthält sieben neue Songs. Diverse Rapper, die auf der Ursprungsversion vertreten waren, hatten die Genehmigung zu ihren Gastbeiträgen zurückgezogen. Grund waren eine angebliche Solidaritätsbezeugung gegenüber MC Basstard, Massivs ehemaligem Labelboss, und Ausverkaufsvorwürfe. Zu den neuen Stücken gehört Wenn der Mond in mein Ghetto kracht, welches als erste Single am 13. Juli 2007 veröffentlicht wurde. Außerdem befindet sich auf der Neuauflage der Beathoavenz-Remix von Ghettolied.

### Titelliste
1. Intro (Die Stimme, die den Schall bricht)
2. Blut gegen Blut
3. Ghettolied
4. Wenn der Mond in mein Ghetto kracht
5. Al Massiva (feat. Beirut)
6. Steh dein Mann
7. Araber in Handschellen
8. Mein Leben, mein Stolz
9. Wir sind in Überzahl
10. Pass jetzt auf
11. Unser Körper ist massiv
12. Nur ein Leben (feat. Godsilla)
13. Glaub an dich selbst
14. Showtime
15. Scheiß auf dein Club (feat. Sido)
16. Heimatland
17. Immer noch die Gleichen (feat. B-Tight)
18. Weil Deutschland meine Strasse ist
19. Berlin weint
20. Schau nach vorn
21. Ghettolied (Beathoavenz Remix)
22. M.A.S.S.I.V [2005] (feat. MC Basstard)
23. Mein Crack (feat. VS Mafia)

### Produktion
- Woroc ist mit zehn Produktionen vertreten, steuerte also die meisten Beats zum Album bei. Er produzierte die Beats der Lieder Intro (Die Stimme, die den Schall bricht), Blut gegen Blut, Ghettolied, Wenn der Mond in mein Ghetto kracht, Wir sind in der Überzahl, Unser Körper ist Massiv, Showtime, Berlin weint, M.A.S.S.I.V (2005) und Mein Crack.

- DJ Desue, welcher den größten Teil des nachfolgenden Album Ein Mann ein Wort produzierte, ist für die Tracks Al Massiva und Glaub an dich selbst verantwortlich.

- Auch Flashgordon produzierte einige Tracks. Nämlich Steh deinen Mann, Der Araber in Handschellen, Scheiß auf deinen Club, Heimatland, Weil Deutschland meine Straße ist und Schau nach vorn.

- Keyza One produzierte die Tracks Mein Leben, mein Stolz, Pass jetzt auf, Nur ein Leben und Immer noch die Gleichen.

- Außerdem produzierten die Beathoavenz den Ghettolied Remix.

## Kritik
Die Kritiken zu Blut gegen Blut fielen durchwachsen aus. Das Hip-Hop-Magazin Juice bewertete die erste Version des Albums mit vier von möglichen sechs „Kronen“. Positiv hervorgehoben wurden in der Rezension die „durchweg hochklassige Produktion“ und die „stimmigen Gastbeiträge“.

„Blut gegen Blut hat durchaus Substanz. […] Massiv spuckt mit durchdringender Stimme simple, aber dadurch äußerst eindringliche Flows, wechselt dabei gekonnt zwischen purer Aggression und aufmunternden Zeilen und stellt somit klar, dass er nicht nur ein harter Bursche ist, sondern sehr wohl Bescheid weiß über die Befindlichkeiten seiner ‚Brüder‘. Auf Sätze, die dem durchschnittlichen Jugendschützern durchaus als Drogen- oder Gewaltverherrlichung sauer aufstoßen würden, folgen so immer wieder Solidaritätsbekundungen an die Straße, ernst gemeinte Ermahnungen an die Jugend und inbrünstige Glaubensbekenntnisse. […] Er [schafft] es immer wieder, dem bekannten Straßenrap-Image dieses gewisse Etwas hinzuzufügen, das aus einem beliebigen Gangstarapper eine Integrationsfigur macht.“

Die Redakteure der Internetseite Laut.de verfassten im Rahmen der Veröffentlichung des Re-Releases eine Rezension zu Blut gegen Blut. Dabei erhielt das Album einen von möglichen fünf Bewertungspunkten. Dies stellt somit die schlechteste Wertung dar, die in diesem Bewertungssystem möglich ist. Negativ kritisiert der zuständige Redakteur, dass Massiv sich in den Liedern teilweise selbst widerspricht und dass die Texte häufig aus Schlagwörtern bestehen. Der einzige Aspekt, der positiv hervorgehoben wird, ist die Qualität der Beats von Woroc, Keyza Soze, DJ Desue und Flashgordon.

„"Es ist Massiv, der deutschen Rap wegradiert." Wie wahr. Was hier geboten wird, hat weder mit deutscher Sprache noch mit Rap im entferntesten zu tun. Schon im Intro ist es weniger der Titel als der grammatikalische Bock, wo mein Kopf fickt. Rap lebt von Flow, von Reimen, von Witz, von Stories – nichts von alledem findet man auf Blut Gegen Blut. Das einzig Hörenswerte an Massivs Performance bildet – neben dem fast fränkisch gerrrollten ‚R‘ - der stellenweise aberwitzig irre Unterton, mit dem er seine Zeilen herauspresst: Wären seine Stimmbänder Augen, sie wären derart verdreht, dass nur das Weiße zu sehen ist, das gefällt. Abgesehen davon dient Blut Gegen Blut höchstens als Paradebeispiel unfreiwilliger Komik. ‚Selbstbewusst trage ich die Handschellen, mache Ramadan, bis mich jedes Land kennt.‘“

## Chartplatzierungen
Das Re-Release von Blut gegen Blut stieg auf Platz 55 der Album-Charts ein. Die Single Wenn der Mond in mein Ghetto kracht konnte direkt Platz 44 erreichen. In der zweiten Woche fiel das Album auf Platz 91 und die Single auf Platz 56 der Charts ab. In der dritten Woche erreichte die Single Platz 55 und das Album Platz 83. Die Single fiel in der vierten Woche auf Platz 66 ab.
| ChartsChartplatzierungen | Höchstplatzierung | Wochen |
| ------------------------ | ----------------- | ------ |
| Deutschland (GfK)        | 55 (3 Wo.)        | 3      |